# José Adiak Montoya
José Adiak Montoya (Managua, 3 de junio de 1987) es un escritor nicaragüense. En 2021 fue nombrado como uno de los mejores nuevos autores de la lengua castellana según la revista británica Granta.

## Biografía
Nació en la ciudad de Managua en 1987. Inició su producción literaria a principios de los 2000, publicando en diarios y revistas. 
Es autor del libro Eclipse: prosa & poesía (2007), publicado en el marco de la XI Feria del libro en Centroamérica (FILCEN 2007). Su primera novela es El sótano del ángel, ganadora en 2010 del certamen nacional del Centro Nicaragüense de Escritores y reeditada por Océano en 2013. Fue incluido en la antología centroamericana Cuentos del hambre (Alfaguara, 2012), entre otras. Mereció una beca iberoamericana de escritor concedida por el FONCA de México en 2012. En 2015 se le otorgó el III Premio centroamericano Carátula de cuento y se le otorgó una beca de escritor en el MEET en Saint Nazaire, Francia. En 2015 publicó la novela "Un rojo aullido en el bosque" que recrea en un contexto moderno y urbano el relato medieval de "Caperucita Roja". En 2016 la Feria Internacional del Libro de Guadalajara lo incluyó en la lista "Ochenteros", una selección de veinte autores nacidos en la década de los ochenta que se cuentan entre las nuevas voces más destacadas de la literatura latinoamericana. En 2017 publicó la novela Lennon bajo el sol , que sitúa la vida del músico británico John Lennon en el contexto de la Revolución Sandinista. 
En 2020 publicó la novela Aunque nada perdure (Seix Barral) basada en la vida de la escultora danesa-nicaragüense Edith Gron.
Algunos de sus relatos han sido traducidos al francés y alemán. 
Fue el miembro más joven de la llamada Generación del desasosiego, junto con Ulises Juárez Polanco, Francisco Ruiz Udiel y Eunice Shade, entre otros. De igual manera formó parte, junto a algunos compañeros de su generación, del grupo y revista "Literatosis".
Su novela El sótano del ángel ha sido material de estudio en las principales universidades de Nicaragua.
Trabajó como director del Centro Cultural Pablo Antonio Cuadra desde inicios de 2017 hasta mediados de 2018, cuando las protestas en Nicaragua forzaron al cierre temporal de la institución. Fue miembro de la junta directiva de PEN-Internacional en Nicaragua. Desde 2019 es miembro del Centro Nicaragüense de Escritores (CNE)
Desde 2012 es representado por la Michael Gaeb Literary Agency. Radica en la Ciudad de México desde 2018.
En 2021 fue seleccionado por la revista Granta como uno de los 25 mejores escritores jóvenes en español.
En 2023 publica Los actores perversos, una novela de terror gótico que hace un homenaje a la literatura clásica de horror. En palabras del escritor Bernardo Esquinca “José Adiak Montoya actualiza la novela gótica para entregar un libro sobre monstruos que resulta terrorífico, pero a la vez profundamente humano y conmovedor.”

## Obras publicadas
Novelas
- Los actores perversos (Seix Barral, 2023)
- El país de las calles sin nombre (Seix Barral, 2021)
- Aunque nada perdure (Seix Barral, 2020)
- Lennon bajo el sol (Tusquets, 2017)
- Un rojo aullido en el bosque (Anamá ediciones, 2015)
- El sótano del ángel (Centro Nicaragüense de Escritores, 2010- Océano, edición corregida,  2014)

Cuento y Poesía
- Eclipse: prosa & poesía (Instituto Nicaragüense de Cultura, 2007)